# بيرت فريمان
بيرت فريمان (بالإنجليزية: Burt Freeman)‏ هو فيزيائي أمريكي، ولد في 1925 في الولايات المتحدة، وتوفي في 4 أكتوبر 2016 في Kihei, Hawaii ‏ في الولايات المتحدة.